# Bagarnal, Gokak
Bagarnal là một làng thuộc tehsil Gokak, huyện Belgaum, bang Karnataka, Ấn Độ.